# Matthias Teut
Matthias Teut (* 30. August 1968 in Rendsburg) ist ein deutscher Schriftsteller und Verleger.

## Leben und Werk
Matthias Teut ist im Gesundheitsbereich tätig und moderiert in diesem Zusammenhang auch ehrenamtlich die
Veranstaltungsreihe dgcc im Dialog.
Seit 2008 schreibt er Kurzgeschichten, die sich u. a. mit dem Themenkomplex „Umgang mit dem Alter“ beschäftigen, lässt seine beruflichen Erfahrungen aber auch in seine Fantasy-Romane einfließen.
Im November 2016 gründete er gemeinsam mit Frank Friedrichs den Verlag GbR DichtFest – den kleinen Verlag im Garten und hat seither ausschließlich über dieses Unternehmen seine eigenständigen Buchtitel veröffentlicht. Bereits seit 2007 gestaltet und pflegt Matthias Teut einen inzwischen 3500 m² großen Garten, der dem Verlag seinen Beinamen gab und neben den Terminen für die offene Gartenpforte auch für kulturelle Veranstaltungen genutzt wird. Während die Veranstaltung fortgeführt werden, stellte der Verlag seine Tätigkeit zum 31. Oktober 2023 ein.
Er ist Mitglied im Phantastik Autoren Netzwerk PAN.

## Bibliografie
- Geheime Mächte (Erellgorh 1). DichtFest Verlag, Wittendörp 2016. ISBN 978-3946937005.
- Geheime Wege (Erellgorh 2). DichtFest Verlag, Wittendörp 2017. ISBN 978-3946937012.
- Geheime Pläne (Erellgorh 3). DichtFest Verlag, Wittendörp 2018. ISBN 978-3946937029.
- Die Elbenstifte. DichtFest Verlag, Wittendörp 2019. ISBN 978-3946937036.
- Das Reich der Zwerge (Eskrinor 1). DichtFest Verlag, Wittendörp 2020. ISBN 978-3946937043.
- Die Macht der Runen (Eskrinor 2). DichtFest Verlag, Wittendörp 2021. ISBN 978-3-946937-05-0.
- Die Welt von Erellgorh (Artbook). Illustratoren: Sören Meding, Florian Jonak u. Christian Günther. DichtFest Verlag, Wittendörp 2021. ISBN 978-3-946937-91-3.

## Preise und Nominierungen
- 2017: Shortlist-Nominierung Deutscher Phantastik Preis für den Roman Erellgorh – Geheime Mächte[5]
- 2018: Longlist Literaturpreis Seraph (mit Erellgorh – Geheime Wege)[6]
- 2019: Longlist Phantastik-Preis der Stadt Wetzlar (mit Die Elbenstifte)[7]
- 2020: Gewinner des Planet Award des Senders Radioplanet-Berlin in der Kategorie Autor des Jahres[8]

## Belege
1. ↑  Regionaler Dialog mit dem Fokus Case Management in Kliniken. Abgerufen am 14. September 2020., Eine der ersten Einladungen zum dgcc im Dialog, gemeldet am  27. September 2015, online unter dgcc.de
2. ↑  Garten. Abgerufen am 19. April 2022.
3. ↑  Streams und ganz vielLiebe Bücher: DichtFest – das kleine Event im Garten – Bücher, Streams und ganz viel (Garten-)Liebe. Dichtfest GbR, 2023, abgerufen am 12. April 2025 (deutsch).
4. ↑  Profil von Matthias Teut. Phantastik Autoren Netzwerk, abgerufen am 14. September 2020.
5. ↑  Teilzeithelden: Bericht über die DPP 2017. Teilzeithelden, 31. Januar 2018, abgerufen am 14. September 2020.
6. ↑  Longlist Seraph 2018 Akademie
7. ↑  Longlist Phantastik-Preis der Stadt Wetzlar

| Personendaten    | Personendaten                         |
| ---------------- | ------------------------------------- |
| NAME             | Teut, Matthias                        |
| KURZBESCHREIBUNG | deutscher Schriftsteller und Verleger |
| GEBURTSDATUM     | 30. August 1968                       |
| GEBURTSORT       | Rendsburg                             |